# Kazuhiro Suzuki
Kazuhiro Suzuki (鈴木 和裕, 16 de novembre de 1976) és un exfutbolista del Japó.
Comença la seua carrera professional al JEF United Ichihara el 1995. Ha jugat als clubs Kyoto Purple Sanga i Mito HollyHock i es va retirar a finals de la temporada 2009.
L'abril de 1995, va ser seleccionat per la selecció nacional sub-20 del Japó per al Campionat Mundial juvenil de 1995.